# Pierre Nommesch

Bischofswappen

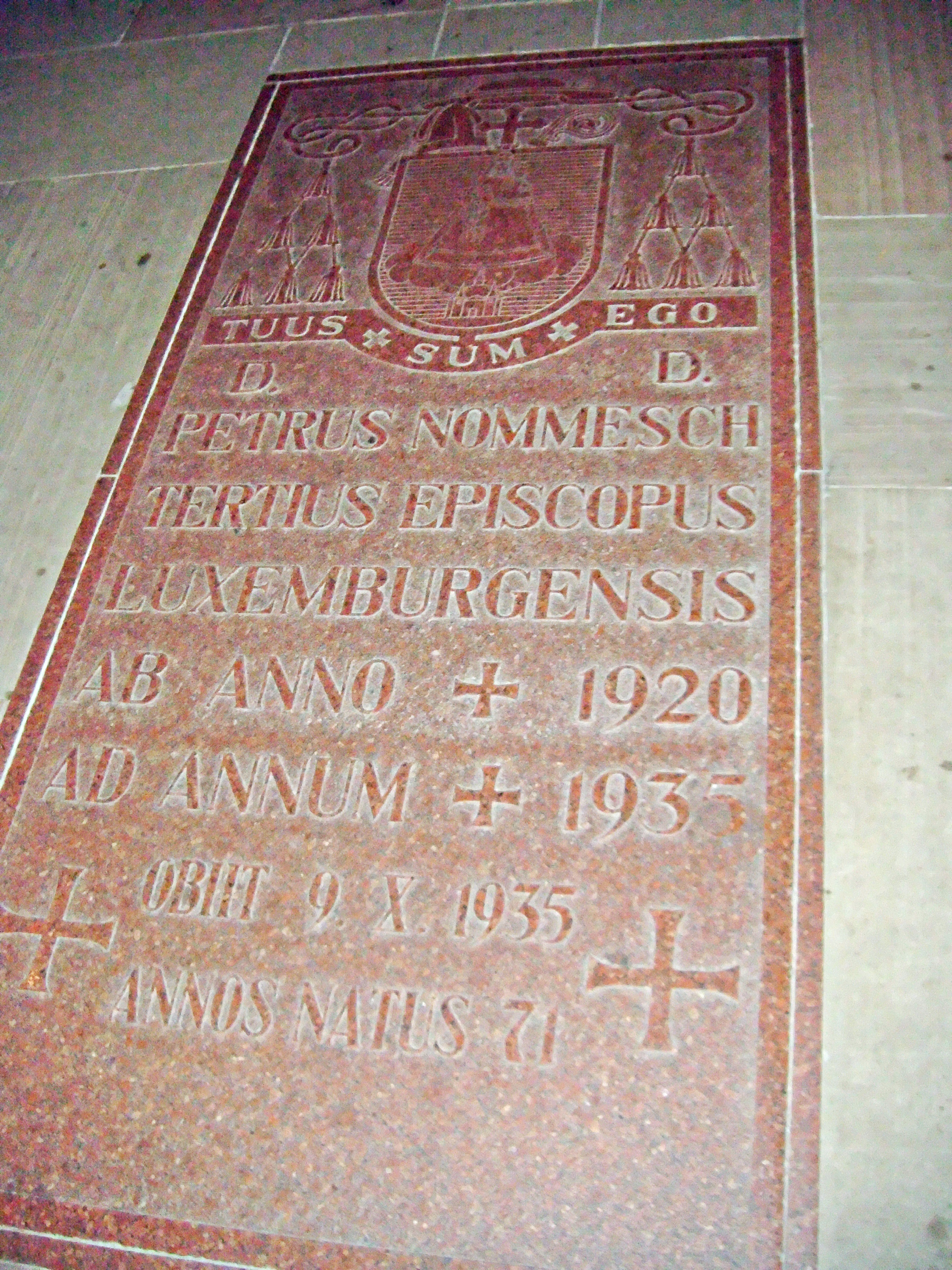
Grab von Bischof Nommesch in der Krypta der Kathedrale Notre-Dame in Luxemburg

Pierre Nommesch (* 16. Dezember 1864 in Greiweldingen; † 9. Oktober 1935 in Luxemburg) war luxemburgischer Bischof von 1920 bis 1935.

## Leben
Mit 26 Jahren wurde er am 28. Oktober 1890 zum Herz-Jesu Priester geweiht. Am 8. März 1920 wurde er zum Bischof von Luxemburg ernannt und am 25. März 1920 vom Apostolischen Internuntius Titularerzbischof Sebastiano Nicotra geweiht. Sein Amt bekleidete er bis zu seinem Tod.
Er wurde bestattet in der damals gerade neu erbauten Krypta der Kathedrale Notre-Dame, Luxemburg, wo seine Grabplatte vor dem Hauptaltar in den Boden eingelassen ist.